# 67 Asia
67 Asia este un asteroid strălucitor din centura principală descoperit de  astronomul Norman Robert Pogson la data de 17 aprilie 1861, de la observatorul astronomic din Madras, azi Chennai, în India.

## Denumire
Pogson i-a dat numele de „Asia”, făcând referire la fiica titanului Oceanus și a titanidei Tethys, oceanida Asia, dar, în același timp, și cu referire la continentul cu același nume, deoarece asteroidul a fost primul descoperit de la un observator astronomic situat pe acest continent.